# 絶対的革新独立運動
絶対的革新独立運動（ぜったいてきかくしんどくりつうんどう、スペイン語: Movimiento Independiente de Renovación Absoluta)は、コロンビアの政党である。